# .tw
.tw je internetová národní doména nejvyššího řádu pro Tchaj-wan.

## Vyhrazené domény druhého řádu
- edu.tw: pro vzdělávací a akademické instituce
- gov.tw: parlament Čínské republiky
- mil.tw: armáda
- com.tw: společnosti a firmy
- net.tw: firmy dělající telekomunikační služby a mající licenci
- org.tw: neziskové organizace
- idv.tw: jednotlivci (musí ověřit svoji identitu po e-mailu)
- game.tw: neomezeno (zájemci musí ověřit svoji identitu po e-mailu)
- ebiz.tw: neomezeno (zájemci musí ověřit svoji identitu po e-mailu)
- club.tw: neomezeno (zájemci musí ověřit svoji identitu po e-mailu)
- .tw: neomezeno